# Thiểu sản tiểu não
Thiểu sản tiểu não là một hội chứng rối loạn phát triển trong đó tiểu não của bệnh nhân phát triển không đầy đủ hoặc có hoạt động chức năng bị suy giảm. Đây có thể là một bệnh do di truyền hoặc do tác động khác từ bên ngoài. Cụ thể, thiểu sản tiểu não có thể xảy ra do sự hoạt động bất thường của tuyến giáp, do các tác động ngoại cảnh như thuốc, hóa chất, các loại virus hay do đột quỵ. Đối với trẻ sơ sinh, triệu chứng xảy ra có thể là chậm phát triển, giảm trương lực cơ,, chậm phát triển trí tuệ và rung giật nhãn cầu. Đối với các lứa tuổi lớn hơn, triệu chứng có thể là đau đầu, chóng mặt, hoa mắt, mất thăng bằng cơ thể, và nghe kém. Thiểu sản tiểu não có thể đi kèm với các hội chứng khác như hội chứng Dandy-Walker, hội chứng Werdnig-Hoffmann và hội chứng Walker-Warburg.

## Điều trị
Cho đến nay chưa có cách điều trị chuẩn nào dành cho bệnh này. Nhìn chung, các phương pháp điều trị đều mang tính chất triệu chứng và hỗ trợ. Các biện pháp khôi phục thăng băng có thể đem lại hiệu quả tích cực cho những bệnh nhân bị mất thăng bằng cơ thể.

## Tiên lượng
Bệnh tình có thể tiến triển hoặc không, tùy trường hợp. Thiểu sản tiểu não do dị dạng não bẩm sinh là dạng không tiến triển.